# Història tecnològica i industrial dels Estats Units

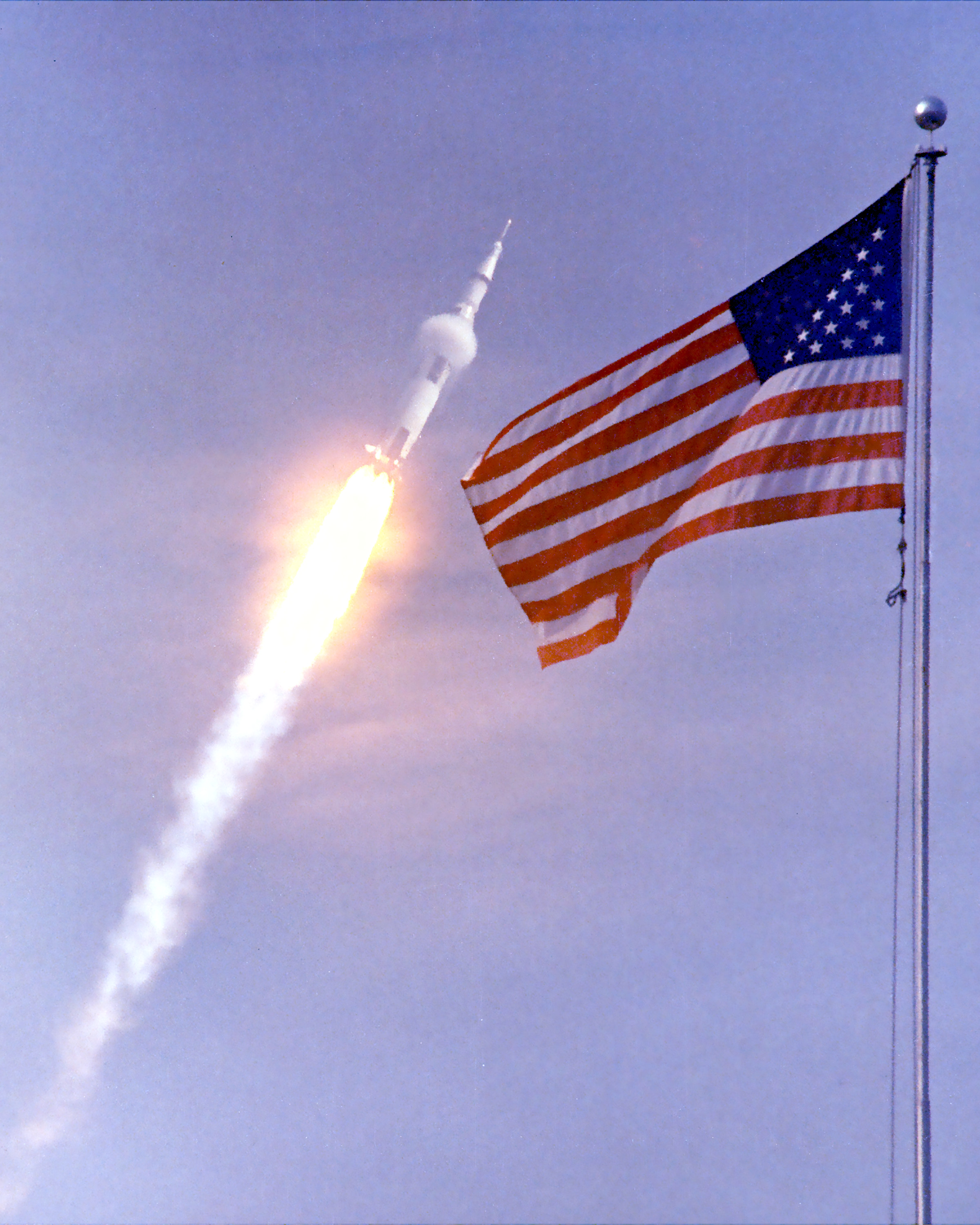
L'Apollo XI enlairat des del Centre espacial John F. Kennedy en la seva històrica missió de posar els primers homes a la Lluna, 1969

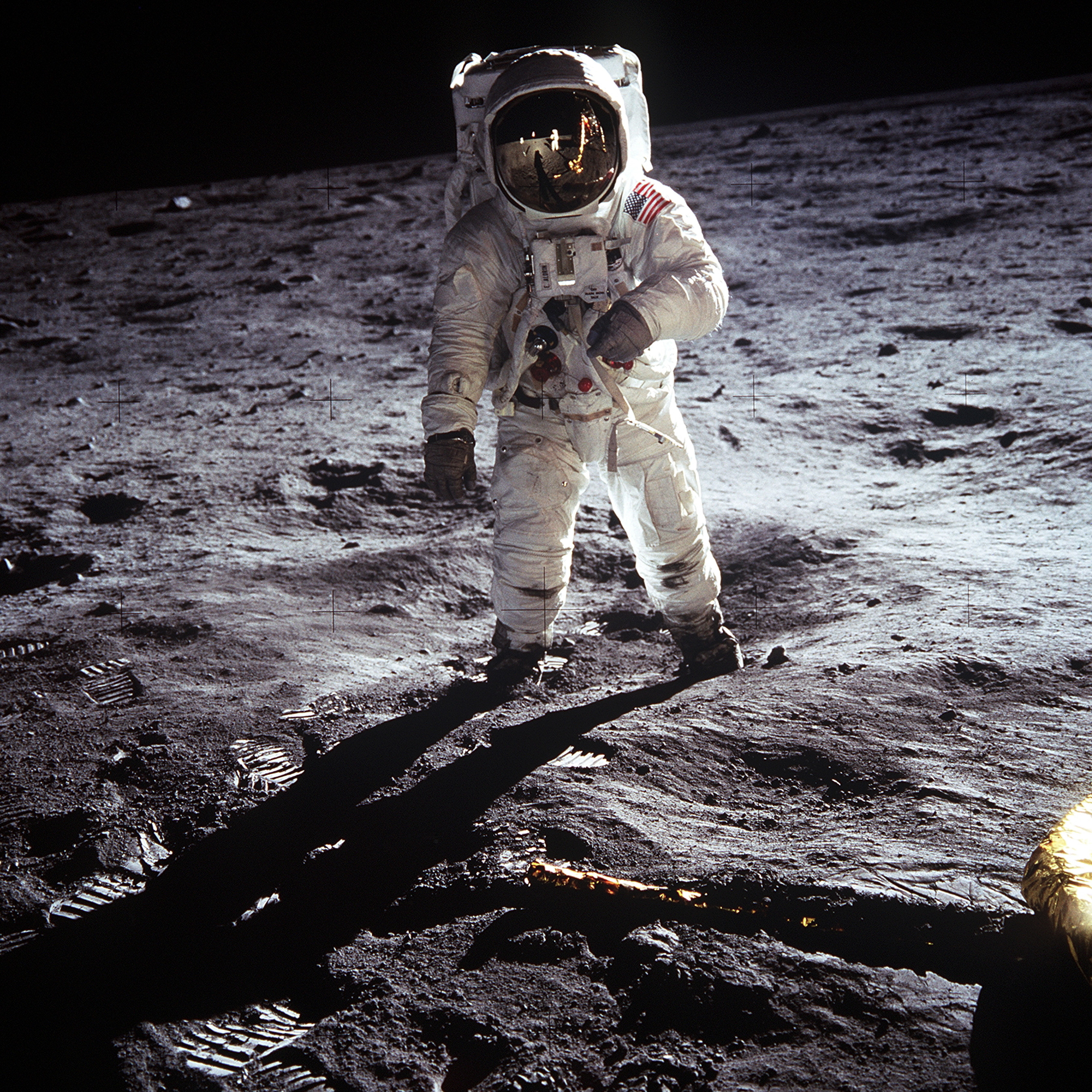
Buzz Aldrin en la superfície de la lluna

La història tecnològica i industrial dels Estats Units descriu el sorgiment dels Estats Units com la nació tecnològicament més poderosa i avançada del món. La disponibilitat de terres i mà d'obra, la diversitat de clima, la presència abundant de canals navegables, rius i vies fluvials costaneres, i l'abundància de recursos naturals que faciliten l'extracció d'energia barata, el transport ràpid i la disponibilitat de capital van contribuir als Estats Units la ràpida industrialització.
Els investigadors moderns de productivitat han demostrat que el període en el qual el major progrés econòmic i tecnològic que va ocórrer va ser entre la fi del segle xviii i la primera meitat del segle xx. Durant aquest període, el país va passar de ser una simple economia agrícola a la primera potència industrial de la terra, amb més d'un terç de la producció industrial mundial. Això pot ser il·lustrat per l'índex de la producció industrial total, que va passar de 4,29 en 1790 a 1,975.00 en 1913, un augment de 460 vegades.
El creixement de la infraestructura, transport del país amb millores internes i una confluència d'innovacions tecnològiques abans de la Guerra Civil va facilitar l'expansió de l'organització, la coordinació i l'escala de la producció industrial. Al voltant del segle 20, la indústria americana havia superat els seus homòlegs europeus i econòmicament la nació va començar a fer valer el seu poder militar. Encara que la Gran Depressió va desafiar el seu impuls tecnològic, Estats Units va sortir d'ella i de la Segona Guerra Mundial com una de les dues mundials superpotències. En la segona meitat del segle 20, quan els Estats Units es va veure embolicada en competència amb la Unió Soviètica per la primacia política, econòmica i militar, el govern va invertir fortament en investigació científica i desenvolupament tecnològic que va donar lloc a avanços en els vols espacials, la informàtica i la biotecnologia que gràcies a això avui és el líder en tots els camps esmentats.
La ciència, la tecnologia i la indústria no només han modelat profundament l'èxit econòmic dels Estats Units, sinó que també han contribuït a les seves pròpies institucions polítiques, l'estructura social, sistema educatiu i la identitat cultural del país. Valors nord-americans de la meritocràcia, l'esperit empresarial i l'auto-suficiència s'han extret del seu llegat de ser pioner en els avanços tècnics.

## Industrialització primerenca
La Industrialització nord-americana va ser facilitada per una singular confluència de factors geogràfics, socials i econòmics. La post-Revolució nord-americana es va mantenir baix en relació amb els seus homòlegs europeus i la demanda de mà d'obra va crear forts incentius per mecanitzar tasques de treball intensiu. La Costa est dels Estats Units, amb un gran nombre de rius i rierols al llarg de la costa atlàntica, inclòs molts llocs potencials per a la construcció de molins i la infraestructura necessària per a la industrialització científica i tecnologia primerenca. Una àmplia oferta de recursos naturals i socials, juntament amb una gran oferta de treball format per excedents dels treballadors domèstics rurals i la immigració massiva de països europeus va permetre la industrialització. L'oferta de mà d'obra era un avantatge de l'industrialisme americà que de l'europeu.
Després de la clausura de la revolució americana en 1783, el nou govern sempre dona els drets de propietat sòlids i una estructura de classe no rígida. La idea de l'emissió de patents va ser portat a Amèrica del Nord pels Anglesos, francesos, i els colons holandesos als segles 17 i 18 i adoptat en l'Article I, Secció 8 de la Constitució dels Estats Units autoritza el Congrés "per promoure el progrés de la ciència i les arts útils, assegurant per temps limitat als autors i inventors el dret exclusiu sobre els seus respectius escrits i descobriments. Aquests canvis, juntament amb les noves tècniques i requisits exigits per canvi de les normes socials, va conduir a la introducció de noves tècniques de fabricació en l'Amèrica colonial que va precedir la revolució industrial i moderna.

### Les fàbriques i molins
A mitjan dècada de 1780, Oliver Evans va inventar un molí de farina automatitzat que inclou un elevador de grans i noi tremuja. El disseny d'Evans finalment va desplaçar als tradicionals gristmills. Amb el canvi de segle, Evans també va desenvolupar una de les primeres màquines de vapor i va començar a establir una xarxa de tallers de màquines per fabricar i reparar aquestes invencions populars. En 1789, la vídua de Nathanael Greene per desenvolupar una màquina per separar les llavors de cotó de les fibres. El resultat desmotadora de cotó podria fer-se amb les habilitats bàsiques de fusteria, però va reduir la mà d'obra necessària en un factor de 50 i generant enormes beneficis per als productors de cotó en el Sud. Mentre que no es va adonar l'èxit financer de la seva invenció, es va traslladar a fusells de fabricació i altres armaments baix contracte amb el govern que es podrien fer amb "expedició, uniformitat i exactitud"-les idees fundacionals de peces intercanviables- No obstant això, la visió de Whitney de peces intercanviables no s'aconseguiria durant més de dues dècades amb armes de foc i fins i tot més temps per a altres dispositius. Entre 1800 i 1820, les noves eines industrials que ràpidament va augmentar la qualitat i l'eficiència de la fabricació sorgit. Simeón Nord va suggerir l'ús de la divisió del treball per augmentar la velocitat amb la qual un total podria fabricar el que va portar al desenvolupament d'una fresadora en 1798. En 1819, Thomas Blanchard creant un entorn fiable que podria tallar formes irregulars, com les que es necessiten per a la fabricació d'armes. En 1822, el capità John H. Vestíbul havia desenvolupat un sistema que utilitza les màquines eines, divisió del treball i la mà d'obra no qualificada per a la producció d'un rifle de retrocàrrega, un procés que va arribar a ser conegut com a " pràctica Armeria "en els EUA i l'americà sistema de fabricació a Anglaterra

## Notícies, mitjans de comunicació i entreteniment
Estats Units compta amb diversos mitjans de comunicació d'alt prestigi com CNN, Fox News, entre d'altres, canals d'ús mixt considerats els millors del món per les seves grans produccions com CBS, NBC, FOX, The Walt Disney Company, entre molts més.
Líder també en tots els camps de; Ràdio, televisió, periòdics, pel·lícules, música, jocs.

## Les computadores i les xarxes d'informació
Igual que en la física i la química, fisiologia, medicina, entre d'altres, des de la Segona Guerra Mundial, els nord-americans han dominat el camp de la informàtica, invertint un 30% del seu pressupost en investigacions científiques i tecnològiques per al desenvolupament del País. El sector privat ha estat un punt focal per a la investigació tecnològica als Estats Units, i ha exercit un paper fonamental en aquest assoliment.
Grans invencions tecnològiques en estats units es donen avui dia com el
- Internet
- Ordinador personal
- Xarxa d'ordinadors
- Processador
- Microprocessador
- Làser
- Telèfon, telèfon mòbil entre d'altres.

### Empreses
Estats Units compta amb les majors empreses de computadores, informàtica, tecnologia o tot el que vària en aquest camp, tals com;
- Apple
- Microsoft
- HP
- Dell
- IBM

Entre uns altres.